# Уолъс
Уолъс (на английски: Wallace) е град в окръг Шошони, щата Айдахо, САЩ. Уолъс е с население от 960 жители (2000) и обща площ от 2,3 km². Намира се на 832 m надморска височина. ЗИП кодът му е 83873-83874, а телефонният му код е 208.